# Ariana Miyamoto
Pour les articles homonymes, voir Miyamoto.
Ariana Miyamoto (宮本 エリアナ, Miyamoto Eriana), née le 12 mai 1994, est un mannequin japonais. Elle est couronnée Miss Japon 2015 le 12 mars 2015.

## Biographie
Née d'un père afro-américain et d'une mère japonaise, elle est la première métisse à être élue Miss Japon. Son élection est critiquée, mettant en lumière la condition parfois discriminée des hāfu dans le pays.